# Kenki Fukuoka
Kenki Fukuoka (福岡 堅樹, Fukuoka Kenki, 7. září 1992, Koga) je bývalý japonský ragbista, který hrál jako křídlo. Za Japonsko odehrál 38 zápasů a položil 25 pětek (2013–2019).
Zúčastnil se MS 2019, při kterém pomohl své rodné zemi postoupit poprvé v historii do vyřazovací fáze. V zahajovacím zápase proti Rusku chyběl kvůli zranění lýtka. V dalším utkání jako střídající hráč (po pár minutách pobytu na hřišti) položil pětku Irsku a pomohl Japonsku k historicky první výhře nad tímto soupeřem (19:12). Jednou pětkou pomohl i k výhře nad Samoou (38:19) a v posledním zápase základní skupiny proti Skotsku položil dvě pětky poprvé jako člen základní sestavy na tomto MS. Japonsko poprvé v historii porazilo i tohoto evropského soupeře, Fukuoka byl vyhlášen mužem zápasu. Ve čtvrtfinále proti JAR byl Fukuoka také v základní sestavě, ale prohře 3:26 nezabránil. Tento zápas byl pro Fukuoku poslední v jeho reprezentační kariéře.
Měl v plánu se zúčastnil olympijské turnaje v sedmičkovém ragby v roce 2020 v Japonsku, nicméně kvůli koronaviru se turnaj o rok odložil. V roce 2021 Fukuoka nebyl součástí olympijského týmu. Za sedmičkovou reprezentaci odehrál několik turnajů (2014–2016). Byl součástí sedmičkového olympijského týmu na LOH 2016, se kterým skončil na 4. místě. V roce 2015 si zahrál na patnáctkovém MS, hrál v zápase proti Skotsku. V únoru 2021 oznámil, že udělal přijímačky na lékařskou fakultu na univerzitu Juntendo. V roce 2021 ukončil svou hráčskou kariéru, rozloučil se jako vítěz japonské ligy a byl zvolen i nejlepším hráčem soutěže. Opakovaně byl zvolen do nejlepší sestavy roku japonské ligy.

## Klubová kariéra
- 2016–2021 Panasonic Wild Knights
- 2017–2018 Sunwolves (Super Rugby)